# Golfo de Tonkín
El golfo de Tonkín (en vietnamita, Vinh Bac Bo; en chino tradicional, 東京灣; en chino simplificado, 东京湾; pinyin, Dōngjīng Wān; literalmente, ‘golfo de Tonkin’ o en chino tradicional, 北部灣; en chino simplificado, 北部湾; pinyin, Běibù Wān; literalmente, ‘golfo de la parte septentrional’)  es un brazo del mar de la China Meridional. Se encuentra repartido entre los estados de China y Vietnam.

## Geografía
El golfo está limitado al suroeste, oeste y noroeste por territorio de Vietnam; al norte, con la provincia china de Guangxi; y al este, con la isla china de Hainan,  que forma el límite oriental del golfo. Comprende una superficie de 126 250 km². Vietnam tiene un total de 763 km de riberas costeras y China de 695 km. El estrecho de Qiongzhou, que separa la isla de Hainan del continente, de la península de Leizhou,  tiene solamente unos 30 km de anchura.
El golfo es especialmente poco profundo (menos de 60 m). Haiphong (Vietnam) y Beihai (China) son los principales puertos en el área del golfo. Hay numerosas pequeñas islas en el golfo, la mayoría de los cuales se concentran en su parte noroeste; las islas más grandes son las islas vietnamitas de Bach Long Vi y Cat Ba y la china de Weizhou. El río Rojo es el principal río que desemboca en el golfo.

## Historia
El nombre de Tonkín, escrito en caracteres chinos 东京 y Đông Kinh en vietnamita, significa "Capital del Este", y es el antiguo topónimo de Hanói, la capital de Vietnam. A modo de curiosidad, los mismos caracteres chinos se utilizan para escribir Tokio, la capital de Japón.
En agosto de 1964, el presidente de los Estados Unidos Lyndon B. Johnson dijo que fuerzas norvietnamitas habían atacado dos veces destructores de los EE. UU. en el golfo de Tonkin. Las reclamaciones sobre un ataque se dijeron más tarde que eran exageradas o infundadas. Conocido hoy como el incidente del Golfo de Tonkin, este evento dio lugar a una guerra abierta entre Vietnam del Norte y los Estados Unidos, y más tarde a la transición desde la guerra de guerrillas en Vietnam del Sur a la guerra convencional en 1965 (con el desembarco de las tropas regulares de combate de EE. UU.), a partir de la resolución del Golfo de Tonkin de agosto de 1964.